# Belet Ili Corona
Belet Ili Corona est une corona, formation géologique en forme de couronne, située sur la planète Vénus par 6° N et 20° E. Elle est localisée dans le quadrangle de Sappho Patera. Elle a été nommée en référence à Belet Ili, déesse de la fertilité et de la fertilité en Mésopotamie. 

## Géographie et géologie
Belet Ili Corona couvre une surface circulaire d'environ 300 km de diamètre. 